# Lalohonua Corona
Lalohonua Corona est une corona, formation géologique en forme de couronne, située sur la planète Vénus par -24° S et 250,5° E. Elle est localisée dans le quadrangle de Galindo. Elle a été nommée en référence à Lalohonua, La première femme selon la mythologie des îles Hawaii. 

## Géographie et géologie
Lalohonua Corona couvre une surface circulaire d'environ 460 km de diamètre. Cette formation fait partie des 59 coronae de plus de 400 km de diamètre sur la surface de Vénus.